# Arcadia (Wisconsin)
Arcadia város az USA Wisconsin államában. Lakosainak száma 3737 fő (2020. április 1.).

## Népesség
A település népességének változása:

| 2010 | 2 925 |
| 2020 | 3 737 |